# Вечерний Обнинск
«Вече́рний О́бнинск» — обнинская городская общественно-политическая и деловая ежедневная газета, выходившая в 1995—2001 годах в печатном виде. Единственная ежедневная газета за всю историю Обнинска.

## Концепция «Вечернего Обнинска»
В силу того, что газета была единственной ежедневной газетой Обнинска, ставка была сделана на «жёсткий новостной акцент, неслыханную в городе оперативность, сплошной информационный конвейер». Платный ежедневный «Вечерний Обнинск», тем не менее, стал проигрывать появившимся примерно в то же время бесплатным еженедельным газетам. Спустя пятнадцать лет первый главный редактор «Вечернего Обнинска» Владимир Бойко так сказал об этом:
Мы шли по пути, который был сегодняшним, но быстро стал позавчерашним. Потому что другие рискнули уже сегодня пойти завтрашним путём.
В 1999 году, согласно опросу 300 респондентов, «Вечерний Обнинск» (регулярно читали 18 % респондентов) значительно уступал старейшей газете города — «Обнинску» (регулярно читали 33 % респондентов) и бесплатному еженедельному таблоиду «Вы и Мы» (регулярно читали 63 % респондентов).
Поняв, что проигрывает бесплатным еженедельным таблоидам, «Вечерний Обнинск» в своё второе трёхлетие также попытался стать бесплатным еженедельником, но неудачно: ниша уже была занята либо такая модель была для газеты неорганичной.

## Учредители и финансирование «Вечернего Обнинска»
Весь состав учредителей «Вечернего Обнинска» никогда не публиковался в открытых источниках. Известно два учредителя: в 2001 году — ОАО «Обнинское строительно-промышленное акционерное общество» (9,52 %), в 2002 году — ЗАО «КОНВЕРСБАНК» (21,05 %). В 2003 году, когда газета давно не выходила, тот же пакет акций всё ещё числился на балансе ЗАО «КОНВЕРСБАНК».
Уже в 1996 году газета испытывала серьёзные трудности с финансированием, не покрывая свои оперативные расходы. 17 января 1997 года администрацией Обнинска было принято постановление «О финансировании издания газеты „Вечерний Обнинск“ в январе-марте 1997 г.», согласно которому задолженность газеты перед городской типографией составляла 3200000 рублей. Одновременно главный редактор газеты был обязан ежеквартально отчитываться перед администрацией города «о результатах финансово-хозяйственной деятельности и мерах по увеличению тиража газеты».
В 2001 году «Вечерний Обнинск» был полностью подконтролен городской администрации.
В сентябре 2002 года, когда ЗАО «КОНВЕРСБАНК» приобрело пай в размере 21,05 %в уставном капитале Учреждения «Редакция газеты „Вечерний Обнинск“» за 40000 рублей, стоимость всей газеты оценивалась всего в 200000 рублей.

## Прекращение деятельности «Вечернего Обнинска» в 2001 году
В марте 2001 года в Обнинске был избран новый мэр Игорь Миронов, личным решением которого было прекращено финансирование «Вечернего Обнинска». Причиной стала критика и нелояльность по отношению к новому мэру главного редактора газеты Ольги Думачёвой.
Начало конфликту положило несостоявшееся интервью мэра радио «Обнинск», где Ольга Думачёва также была главным редактором. Миронов отказался давать интервью Думачёвой в прямом эфире, планируя отвечать на заранее подготовленные вопросы своего пресс-секретаря. Думачёва со своей стороны с этим не согласилась, и интервью не состоялось.
Вместе с «Вечерним Обнинском» было прекращено финансирование и радио «Обнинск».

## Главные редакторы «Вечернего Обнинска»
- 1995—1998 — Владимир Бойко (р. 1956)
- 1998—2001 — Ольга Думачёва (р. 1962)